# ولسوالی بنگی
بنگی یکی از ولسوالی‌های ولایت تخار در شمال خاوری افغانستان با جمعیتی نزدیک به ۲۸۱۹۷ نفر است.

## موقعیت جغرافیایی
بنگی ۵۶۶ کیلومتر مربع مساحت دارد که نسبتاً معادل مساحت جزیره هیترا است. این ولسوالی به شاهراه قندز و تالقان که یک جاده اصلی است دسترسی دارد. دو شاخه از رودخانه بنگی از این والسوالی می‌گذرد. یکی از آنها از ولسوالی اشکمش و دیگری از ولسوالی خوست و فرنگ سرچشمه می‌گیرد. آنها در ناحیه بنگی به هم می‌رسند و به سمت رود خان‌آباد می‌روند. یک پل بر روی رودخانه بنگی وجود دارد که ۱۵۰۰۰ نفر را به مرکز منطقه متصل می‌کند.اب و هوای بسیار خوب ومعتدل داراست.
کشاورزی و باغداری در این منطقه رونق زیادی دارد.مردمان بنگی از جمله فارس ها تاجیک ها و ازبک ها هستند.قوم پشتو هم در ۱۰۰ سال اخیر به این منطقه کوچ بردند.
۵۹ روستا در ولسوالی بنگی وجود دارد.